# Cingalés
Los cingaleses son el grupo étnico mayoritario de Sri Lanka. Son más de 15 millones de personas. Hablan el cingalés, un idioma indo-ario. «Cingalés» viene de sinhala, gente león.
El Rāmāyana, saga épica en sánscrito narra acontecimientos legendarios ocurridos en la isla de Lanka: Rāma, rey de Ayodhya (Uttar Pradesh), lucha contra Rāvana rey de la isla de Lanka. La arqueología y el estudio de la historia de Sri Lanka han permitido establecer que hacia el año 500 a. C. invasores indoeuropeos ocuparon la isla de Sri Lanka o Ceilán donde ya se habían establecido poblaciones drávidas y mucho antes los nativos Wanniyala-Aetto o Veddas. La etnia cingalesa es el resultado del mestizaje de los indoeuropeos que dominaron la isla desde entonces, con diversas poblaciones anteriores, que adoptaron la lengua cingalesa.
El Mahavamsa, crónica escrita en lenguaje pali, narra la historia de los reyes de la isla desde el siglo IV a. C. hasta el siglo XIII, desde el punto de vista del budista. Según esta crónica y las tradiciones locales, entre el 543 y 483 a. C. llegó exiliado a Sri Lanka desde la India el príncipe Widjeya (el victorioso), junto con 700 partidarios procedentes Orissa y Bengala. Vencieron a los indígenas llamados yahhos. Widejya se casó con la princesa Kuveni, hija del rey del país. 
El budismo fue introducido en el siglo III a. C. por Sanghamita y Mahinda, hija e hijo (o hermano) del emperador Maurya Ashoka. Actualmente el 93% de los cingaleses son budistas, principalmente de la escuela Theravāda. Parte de los cingaleses budistas aun rinde culto a las deidades del hinduismo y a los dioses de los nativos. Otros cingaleses son musulmanes o cristianos.
La sociedad cingalesa contemporánea se caracteriza por la emancipación de la mujer y su presencia activa en los más diversos ámbitos. En contraste, los conflictos socioeconómicos en el interior de la sociedad cingalesa y el conflicto étnico con los tamiles son factores cada vez más preocupantes para el bienestar de Sri Lanka y para los cingaleses, miles de los cuales han emigrado de su país para buscar mejores oportunidades.

### Nota
1. ↑   (enlace roto disponible en Internet Archive; véase el historial, la primera versión y la última).
2. ↑  World Christian Database
3. ↑  La investigación genética testimonia este mestizaje sucesivo operado en Sri Lanka, así como en la India y Pakistán

- Datos: Q932244
- Multimedia: Sinhalese people / Q932244